# シロカグラ
シロカグラ Hexanchus nakamurai （白神楽、英: Bigeyed sixgill shark）は、カグラザメ目カグラザメ科に属するサメ。全長1.8 m。同属のカグラザメ H. griseus と非常によく似ており、しばしば混同される。

## 分布・生息域
太平洋、インド洋およびその周辺の温暖な海域に分布すると考えられるが、分布域は限定的にしか分かっていない。日本では中部以南で見られる。大陸斜面に沿って、水深600mまでの深海に生息する。海底付近にいることがほとんどだが、稀に海表面まで移動してくることもある。
かつては世界中に分布していると考えられていたが、2018年にフロリダ工科大学の研究チームによる遺伝子調査の結果、大西洋に生息するシロカグラはH.vitulusという別種と認められるとの研究結果を発表した。

## 形態
全長180 cm。体型は細身の紡錘型。背側の体色は灰色から褐色で、腹側は白色。吻先は尖る。眼は大きく、緑色に光を反射する。6対の鰓裂を備え、第一鰓裂が最も大きく、後ろの鰓裂ほど小さい。背鰭は1基で、体後方に位置する。尾鰭は上葉が長く、欠刻がある。上顎歯は鉤状に曲がり、鋭い。下顎歯は6尖頭をもつ櫛型。
生息域の一部が同じの同属、カグラザメとの見分け方は、胸鰭後縁が凹む、尾柄が長く臀鰭基底の少なくとも1.5倍はあること、背鰭は尾鰭から少なくともその基底長の2倍離れていること、シロカグラは下顎の櫛状歯が両側に6個並ぶのに対し、カグラザメでは5個であること。

## 生態
稀種。生態に関しては不明な点が多い。
小型から中型の硬骨魚類、甲殻類を捕食する。
胎生。産子数は13-26尾で、子どもの大きさは全長40-45cmである。成熟サイズは、雄で全長142-178cm、雌で全長123-157cm。

## 人との関わり
延縄、トロールなどで稀に混獲されるが、漁業の対象にはならない。